# Borknagar
Borknagar je norská progressive black metalová kapela s vlivy z viking a folk metalu. Kapela vznikla v roce 1995 jako projekt Øysteina Bruna z death metalové skupiny Molested. Ten k projektu přizval hudebníky, kteří prošli nebo stále působili v takových zavedených skupinách jako Immortal, Gorgoroth, Enslaved, Arcturus a Ulver. Hvězdné obsazení bylo zárukou kvality i pro vydavatelství Malicious Records, u kterého posléze vyšlo první eponymní album. Po prvních dvou albech nahradil Garma (v té době působícího i v Ulver a Arcturus) na postu zpěváka ICS Vortex z kapely Lamented Souls (později také Dimmu Borgir a Arcturus). Ten byl po dalších dvou albech nahrazen současným zpěvákem Vintersorgem.

## Současná sestava
Øystein Garnes Brun - kytara (1995-) 

Vintersorg (Andreas Hedlund) - zpěv (2000-) 

Lazare (Lars Nedland) - klávesy (1999-) 

Jens F. Ryland - kytara (1997-2003, 2007-)

ICS Vortex (Simen Hestnaes) - baskytara (1997-2000, 2011-) 

Baard Kolstad - bicí (2012-) 

## Bývalí členové
Garm (Kristoffer Rygg) (1995-1997) 

Kai K. Lie (1996-1998) 

Infernus (Roger Tiegs) (1995-1996) 

Ivar Bjørnson (1995-1998) 

Grim (Erik Brødreskift) (1995-1998) 

Asgeir Mickelson (1999-2008) 

Tyr (Jan Erik Tiwaz) (2000-2003, 2006-2010) 

David Kinkade (2008-2011) 

## Diskografie
Borknagar - 1996

The Olden Domain - 1997

The Archaic Course - 1998 

Quintessence - 2000

Empiricism - 2001

Epic - 2004

Origin - 2006

Universal - 2010

Urd - 2012

Winter Thrice - 2016

True North - 2019